# 984 v.Chr.
Het jaar 984 v.Chr. is een jaartal volgens de christelijke jaartelling. 

## Gebeurtenissen
- In Babylon wordt de zesde dynastie verdrongen door de zevende. Mâr-bîti-apla-usur wordt koning.
- Koning Osorkon de Oudere (984 - 978 v.Chr.) de vijfde farao van de 21e dynastie van Egypte.

## Overleden
- Amenemope, farao van Neder-Egypte